# Buccochromis oculatus
Buccochromis oculatus es una especie de peces de la familia Cichlidae en el orden de los Perciformes.

## Morfología
Los machos pueden llegar alcanzar los 28 cm de longitud total.

## Distribución geográfica
Es un endemismos del sur del lago Malaui (África Oriental).